# Синдром Маринеску — Шёгрена
Синдром Маринеску — Шёгрена (синдром Маринеску — Драганеску — Василиу, синдром Маринеску — Шегрена — Гарленда) — редкое наследственное заболевание, характеризующееся двусторонней врождённой катарактой, мозжечковой атаксией, мышечной гипотонией, умственной отсталостью, задержкой роста, костными аномалиями (кифосколиоз, арахнодактилия и др.). Тип наследования — аутосомно-рецессивный. Лечение симптоматическое. Синдром Маринеску — Шёгрена связан с мутациями гена SIL1. Заболевание получило своё название в честь румынского невропатолога Георге Маринеску (1863—1938) и шведского психиатра Торстена Шёгрена (швед. Karl Gustaf Torsten Sjögren; 1896—1974).